# 端洗臉水
端洗脸水是部份地區的中式婚禮中的一個環節，新娘由喜娘陪同，用新盆盛水端到堂屋地上，公婆上坐，新娘跪拜，请公婆洗脸。公婆向盆中投以首饰或钱币，作为拜礼。喜娘代新娘收取钱物作新娘的私房钱后，按先公后婆之次序洗脸，洗尽锅灰或胭脂。此古礼过去曾广为流行于民间，如今尚遗留于西北(如青海)地区。
一般是在鬧公婆後進行，但部分地区行此礼时也闹公婆，作法多为以鞋油涂黑公婆脸，使公婆无法洗净脸面。
亦有些是婚禮后第二日举行，此时公婆虽已洗尽锅灰或胭脂，但仍须向盆中投以首饰或钱币，作为謝礼，之后象征性的洗脸。